# Cephalodella fluviatilis
Cephalodella fluviatilis är en hjuldjursart som först beskrevs av Zavadovsky 1926.  Cephalodella fluviatilis ingår i släktet Cephalodella och familjen Notommatidae. Inga underarter finns listade i Catalogue of Life.